# Anatolij Karanowicz
Anatolij Gieorgijewicz Karanowicz (ros. Анатолий Георгиевич Каранович; ur. 1911, zm. 1976) – radziecki reżyser filmowy.

## Wybrana filmografia
- 1959: Zakochana chmura
- 1962: Łaźnia
- 1963: Mister Twister
- 1968: Komediant

## Nagrody na festiwalach
Zakochana chmura:
- 1960: III Międzynarodowy Festiwal filmów animowanych w Annecy – Nagroda Specjalna Jury.
- 1960: II Międzynarodowy Festiwal filmów kukiełkowych i lalkowych w Bukareszcie – Srebrny medal.
- 1960: VII Międzynarodowy Festiwal Filmowy w Oberhausen – Nagroda FIPRESCI.

Źródło: